# سلمان سالم
سلمان سالم (من مواليد 24 مارس 1991) هو ممثل، بدأ مشواره الفني في المسرح عام 2013، ثم انتقل إلى الأعمال التلفزيونية وحقق حضورًا في عدة مسلسلات محلية.

## أعماله التلفزيونية
- فلاشات (2020–2022) – قناة الريان. مصدر
- قهوة الطيبين (2024) – قناة الريان. مصدر
- متى الأيام (2024) – تلفزيون قطر. مصدر
- تحقيقات خاصة (2025) – قناة الريان. مصدر

## أعماله المسرحية

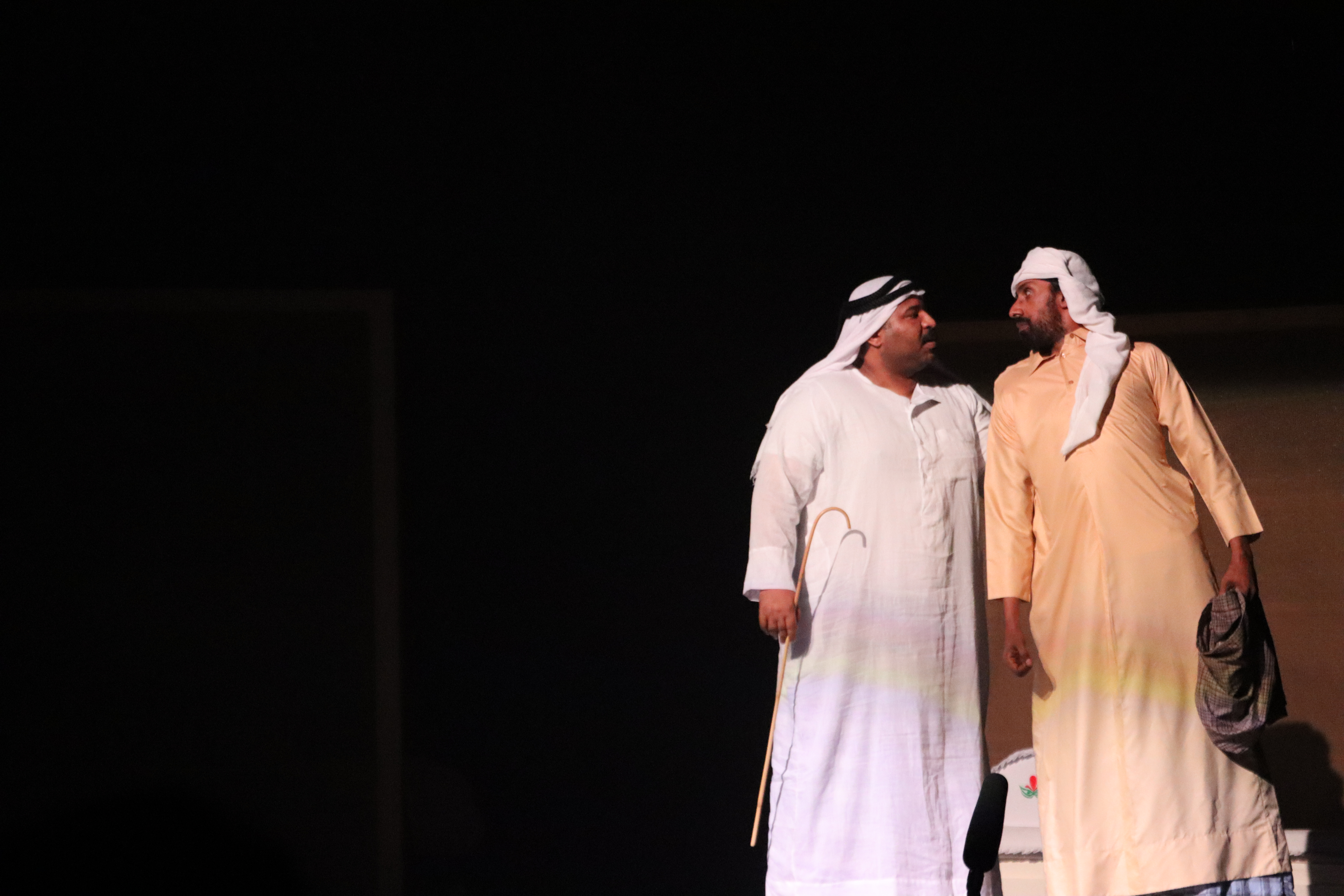
سلمان سالم خلال عرض مسرحية "مزيون وظبية" (2024)

- فرجان (2013)
- حلاق الأشجار (2019) مصدر
- بنت الصياد (2022)
- عالم 2030 (2022)
- مزيون وظبية (2024) مصدر
- الربُان (2025) مصدر
- سلمان سالم خلال عرض مسرحية "مزيون وظبية" (2024)

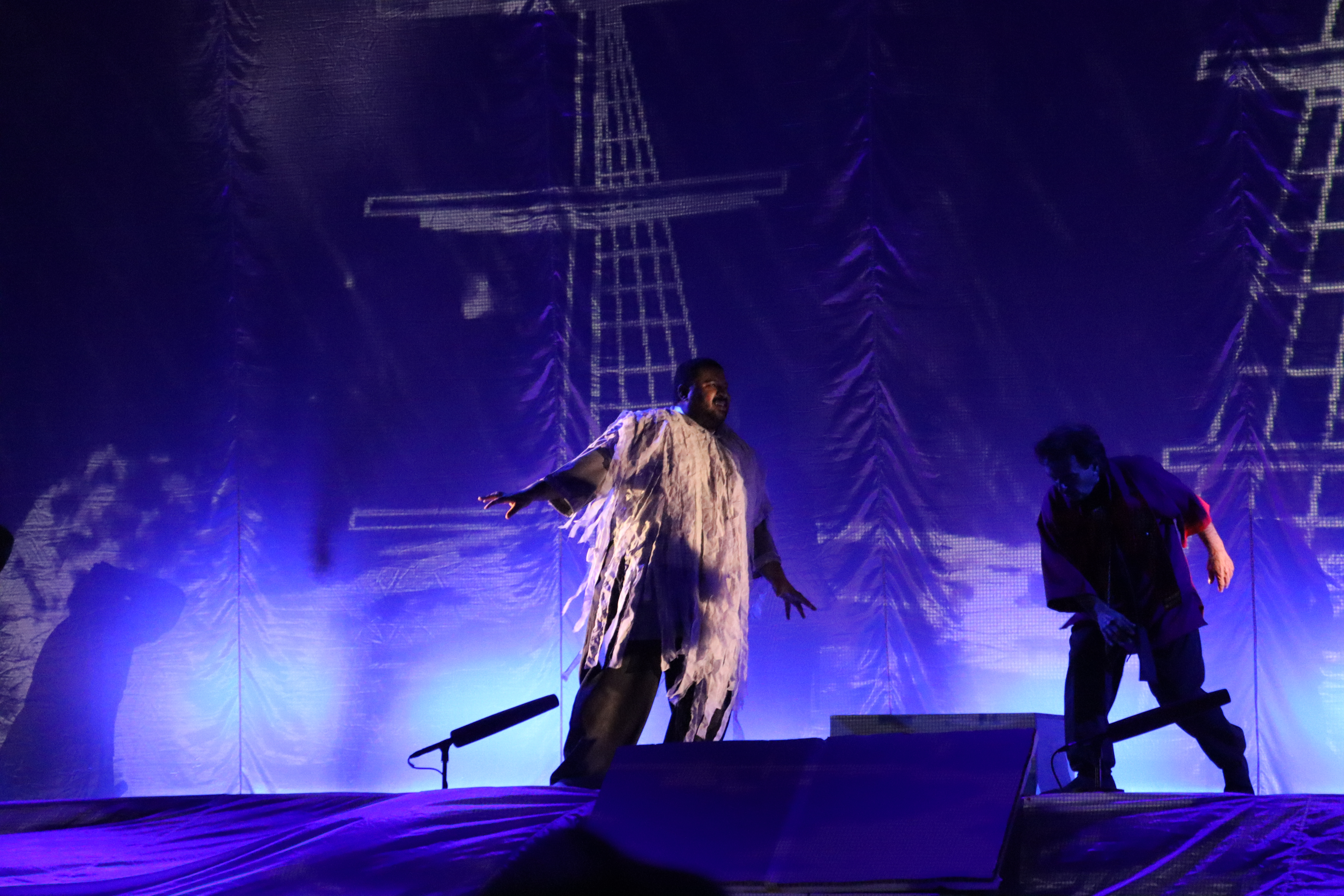
A promotional photo from the Qatari play "Al-Rubban" performed in 2025.

- A promotional photo from the Qatari play "Al-Rubban" performed in 2025.

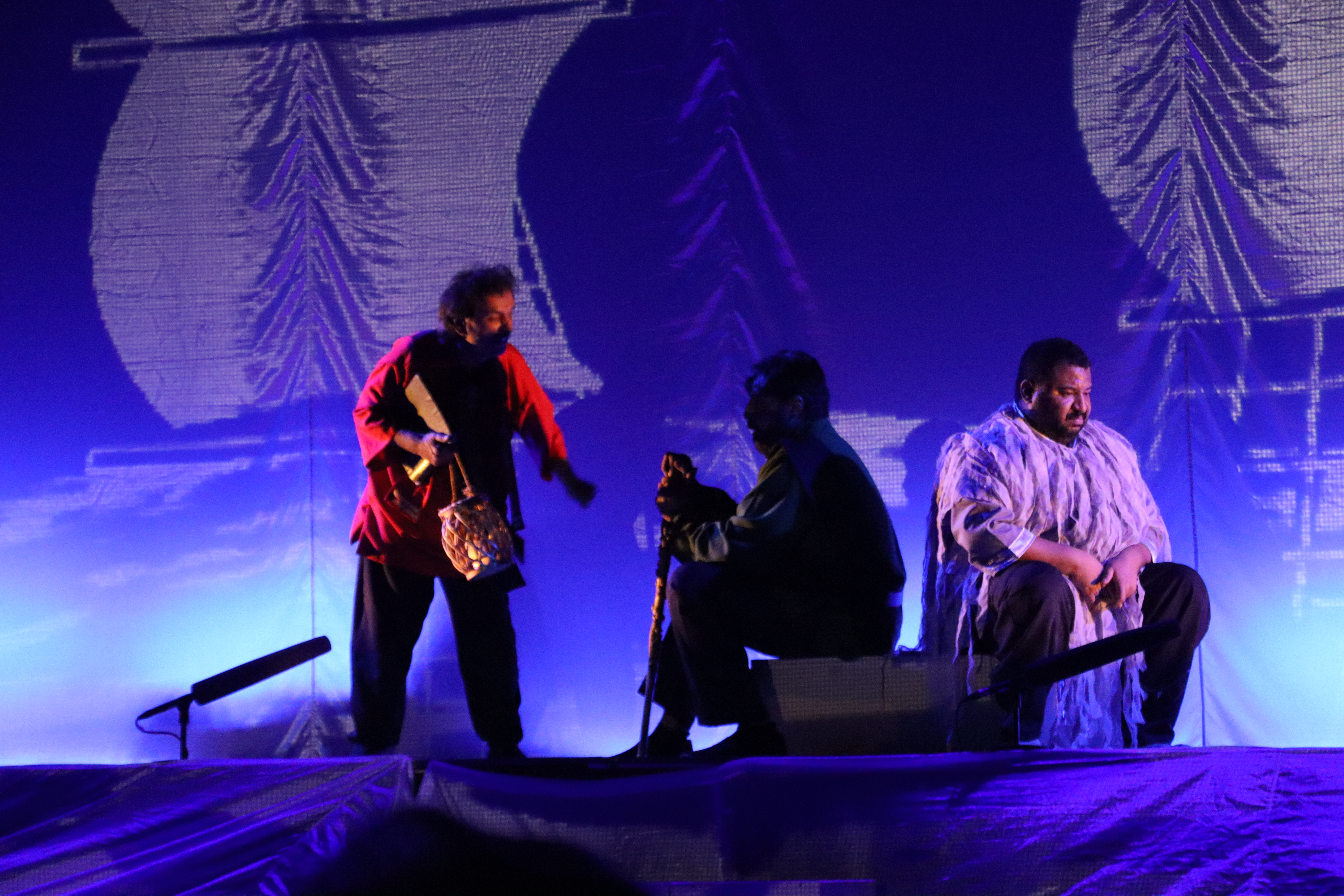
A promotional photo from the Qatari play "Al-Rubban" performed in 2025.

- A promotional photo from the Qatari play "Al-Rubban" performed in 2025.

## روابط خارجية
- حساب سلمان سالم على تويتر
- حساب سلمان سالم على إنستغرام